# Elvas
Elvas és un municipi portuguès del districte de Portalegre, a la regió de l'Alentejo i subregió de l'Alto Alentejo. L'any 2001 tenia 23.361 habitants. El municipi està limitat pel nord pel municipi d'Arronches, pel nord-est amb Campo Maior, pel sud-est pel municipi d'Olivença (Espanya), pel sud amb Alandroal i per Vila Viçosa i per l'oest amb Borba i Monforte.
Al municipi hi ha l'anomenada Guarnició fronterera i fortificacions de la ciutat d'Elvas que és un conjunt històric-cultural classificat com a Patrimoni Mundial de la UNESCO.

## Fills il·lustres
- João Gonçalves, compositor, mestre de capella i organista.

## Demografia
| Població del concelho d'Elvas (1801 – 2004) | Població del concelho d'Elvas (1801 – 2004) | Població del concelho d'Elvas (1801 – 2004) | Població del concelho d'Elvas (1801 – 2004) | Població del concelho d'Elvas (1801 – 2004) | Població del concelho d'Elvas (1801 – 2004) | Població del concelho d'Elvas (1801 – 2004) | Població del concelho d'Elvas (1801 – 2004) | Població del concelho d'Elvas (1801 – 2004) |
| ------------------------------------------- | ------------------------------------------- | ------------------------------------------- | ------------------------------------------- | ------------------------------------------- | ------------------------------------------- | ------------------------------------------- | ------------------------------------------- | ------------------------------------------- |
| 1801                                        | 1849                                        | 1900                                        | 1930                                        | 1960                                        | 1981                                        | 1991                                        | 2001                                        | 2004                                        |
| 16.963                                      | 15.425                                      | 21.548                                      | 24.711                                      | 28.562                                      | 24.981                                      | 24.474                                      | 23.361                                      | 22.691                                      |

## Freguesies
- Ajuda, Salvador e Santo Ildefonso
- Alcáçova
- Assunção
- Barbacena
- Caia e São Pedro
- Santa Eulália
- São Brás e São Lourenço
- São Vicente e Ventosa
- Terrugem
- Vila Boim
- Vila Fernando